# نغمه‌های شهر بزرگ (فیلم ۱۹۳۲)
نغمه‌های شهر بزرگ (انگلیسی: Big City Blues) فیلمی در ژانر جنایی به کارگردانی مروین لیروی است که در سال ۱۹۳۲ منتشر شد. از بازیگران آن می‌توان به جون بلوندل، اریک لیندن، و هامفری بوگارت اشاره کرد.